# Kouzelníci: Příběhy z Arkádie
Kouzelníci: Příběhy z Arkádie (v anglickém originále Wizards: Tales of Arcadia nebo zkráceně též Wizards) je americká počítačem animovaná televizní minisérie vytvořená pro Netflix od Guillerma del Tora a produkovaná společnostmi DreamWorks Animation a Double Dare You Productions.
Minisérie je třetí a finální část trilogie Příběhů z Arkádie, která následuje po seriálech Lovci trolů (2016–2018) a 3 mimo (2018–2019). Měla premiéru 7. srpna 2020.
Po trilogii bude následovat celovečerní film s názvem Trollhunters: Rise of the Titans, který bude mít premiéru začátkem roku 2021.

## Synopse
Po událostech lovců trollů a 3Below Hisirdoux " Douxie" Casperan, který tajně byl učněm Merlinova po devět století - musí naverbovat strážce Arcadie, aby cestovali zpět v čase na Kamelot 12. století. Během cesty se hrdinové dozvědí, proč byl amulet postaven, jak se Morgana stala Pale Lady a jaké události vedou k bitvě na Killhead Bridge. Jejich příchod v minulosti však má nečekané důsledky, a nyní musí zajistit, aby se dějiny staly tak, jak to bylo vždy předmětem. Po návratu do současnosti musí najít způsob, jak zachránit Jima před nebezpečnou magickou korupcí, která ho nakazila, chrání své přátele a konfrontovat zlý Arcane Order, který chce rozpoutat syrovou magii po celém světě a předělat svět bez lidskosti.

## Obsazení
Obsazení seriálu obsahuje vracejíci se dabéry z Lovců trolů a 3 mimo, včetně těch nových:
| Colin O'Donoghue     | Hisirdoux „Douxie“ Casperan / „Big D“                 |
| Lexi Medrano         | Claire Maria Nuñezová                                 |
| David Bradley        | Merlin                                                |
| Lena Headeyová       | Morgana Le Fay                                        |
| James Faulkner       | Král Artuš / Zelený rytíř                             |
| Steven Yeun          | Steven Q. „Steve“ Palchuk                             |
| Alfred Molina        | Archie                                                |
| John Rhys-Davies     | Galahad                                               |
| Rupert Penry-Jones   | Lancelot                                              |
| Emile Hirsch         | James „Jim“ Lake Jr.                                  |
| Kelsey Grammer       | Blinkous „Blinky“ Galadrigal                          |
| Mark Hamill          | Dictatious Maximus Galadrigal                         |
| Stephanie Beatriz    | Deya the Deliverer / Calista Nimue / Lady of the Lake |
| Angel Lin            | Nari of the Eternal Forest                            |
| Clancy Brown         | Gunmar Černý                                          |
| Darin De Paul        | Bular Zlý                                             |
| Diego Luna           | Krel Tarron                                           |
| Piotr Michael        | Bellroc, Keeper of the Flame Skrael of the North Wind |
| Charlie Saxton       | Tobias „Toby“ Domzalski                               |
| Fred Tatasciore      | Aarghaumont „AAARRRGGHH!!!“ Bagdwella                 |
| Brian Blessed        | Charlemagne the Devourer                              |
| Rodrigo Blaas        | Trpaslík Chompsky                                     |
| Kay Bess             | Bellroc, Keeper of the Flame                          |
| Victor Raider-Wexler | Vendel                                                |
| Matthew Waterson     | Draal the Deadly                                      |

## Seznam dílů
| Č. v seriálu | Původní název         | Český název            | Režie                                     | Scénář | Premiéra na Netflixu |
| ------------ | --------------------- | ---------------------- | ----------------------------------------- | --- | -------------------- |
| 1            | Spellbound            | V zajetí magie         | Franciso Ruiz Velasco a Andrew L. Schmidt | námět: Marc Guggenheim, Chad Quadt a Aaron Waltke scénář: Guillermo del Toro, Marc Guggenheim, Chad Quadt a Aaron Waltke | 7. srpna 2020        |
| 2            | History in the Making | Jak se rodí historie   | Johane Matte                              | Guillermo del Toro, Marc Guggenheim, Chad Quadt a Aaron Waltke                                                           | 7. srpna 2020        |
| 3            | Witch Hunt            | Hon na čarodějnice     | Andrew L. Schmidt                         | Andie Bolt, Ian Rickett, a Lila Scott                                                                                    | 7. srpna 2020        |
| 4            | Lady of the Lake      | Jezerní paní           | Franciso Ruiz Velasco                     | Andie Bolt, Ian Rickett, a Lila Scott                                                                                    | 7. srpna 2020        |
| 5            | Battle Royal          | Královská bitva        | Johane Matte                              | Andie Bolt, Ian Rickett, a Lila Scott                                                                                    | 7. srpna 2020        |
| 6-7          | Killahead             | Killahead              | Franciso Ruiz Velasco                     | Andie Bolt, Ian Rickett, a Lila Scott (první část) Chad Quadt a Aaron Waltke (druhá část)                                | 7. srpna 2020        |
| 8            | Wizard Underground    | Neschválení čarodějové | Johane Matte                              | Andie Bolt, Ian Rickett, a Lila Scott                                                                                    | 7. srpna 2020        |
| 9            | Dragon's Den          | Dračí doupě            | Andrew L. Schmidt                         | Chad Quadt, Aaron Waltke, Ian Rickett, a Lila Scott                                                                      | 7. srpna 2020        |
| 10           | Our Final Act         | Závěrečný akt          | Andrew L. Schmidt                         | Chad Quadt, Aaron Waltke, Ian Rickett, a Lila Scott                                                                      | 7. srpna 2020        |